# Curcy-sur-Orne
Curcy-sur-Orne är en kommun i departementet Calvados i regionen Normandie i norra Frankrike. Kommunen ligger i kantonen Évrecy som ligger i arrondissementet Caen. År 2018 hade Curcy-sur-Orne 472 invånare.

## Befolkningsutveckling
Antalet invånare i kommunen Curcy-sur-Orne
Referens: INSEE